# Стартова зустріч
Стартова зустріч — це перша зустріч з командою проекту та з клієнтом проекту, або без нього. Ця зустріч буде супроводжуватися визначенням основних елементів проекту та іншою діяльність по плануванню проекту. На зустрічі відбувається представлення членів команди проекту та клієнта, також зустріч дає можливість обговорити ролі членів команди. Інші основні елементи проекту в яких залучений клієнт, також можуть бути обговорені на цій зустрічі (графік, звітування статусу, тощо).
Якщо є нові члени команди, то пояснюється процес, якого слід дотримуватися, щоб підтримувати стандарти якості організації. Якщо існує якась неясність у реалізації процесу то її проясняє керівник проекту.
Також відбувається спеціальне обговорення щодо правових аспектів проекту. Наприклад, команда дизайнерів, яка взаємодіє з групою тестувань, може захотіти, щоб автомобіль випробували на міських дорогах. Якщо юридичні дозволи не згадуються зацікавленою стороною під час стартової зустрічі, то тест може бути змінений пізніше відповідно до місцевих законів дорожнього руху (це спричиняє незаплановану затримку реалізації проекту). Таким чином, найкраще обговорити це під час стартової зустрічі та розглянути це окремо, ніж продовжувати виходити з припущень і пізніше бути змушеним переплановувати процедури тестування.
Стартова нарада має викликати ентузіазм у клієнта і дозволяє отримати повне представлення про проект на даний момент. Показуючи досконале знання цілі та кроків, як її досягти, клієнт отримує впевненість у здатності команди виконати роботу. Kickoff або стартова зустріч означає, що робота починається.

## Дивіться також
- Управління проєктами